# آرتیگ (اود)
آرتیگ (به فرانسوی: Artigues) یک کمون در فرانسه است که در canton of Axat واقع شده‌است. آرتیگ ۶٫۳۸ کیلومتر مربع مساحت دارد ۴۵۰ متر بالاتر از سطح دریا واقع شده‌است.